# 服部波山
服部 波山（はっとり はざん、文政10年（1827年）‐明治27年（1894年）9月10日）とは江戸時代から明治時代にかけての文人画家。

## 略歴
文政10年、新石下村（現在の常総市新石下）の服部家に生まれる。後に江戸へ出て転々とした生活を歩み、上野広小路の鰻屋の養子となったこともあった。名は兼蔵のちに謙蔵。寒松堂、波山山人、波山樵者と号す。江戸の根岸に住む。幼時より読書が好きであったため、自宅裏の相田某という学者に入門、22，23歳のころには師も舌を巻くほど、詩文に長じ、書もよくした。あるとき、渡辺崋山の絵をみて山水画を描きたくなり、画家をめざす。明治に入って下谷にいた饗庭篁村に人物画を師事した後、渡辺崋山、山本梅逸の画風または唐画を習い、山水画を得意として、滝和亭、奥原晴湖らとともに南画のひとりとして知られた。信濃国や紀伊国などを旅行しながら自然を描いた。また、明治中期になってもチョン髷をきらずにいて、大沼枕山、中根半嶺、山本龍洞らと交遊したほか、高橋応真らに漢籍を教えた。享年68。駒込光源寺に葬られた。法名は徳水院仁誉波山居士。

## 作品
- 『歳寒三友図』 紙本墨画 明治22年（1889年） 静岡県立美術館所蔵
- 『明治書画帖』 大英博物館所蔵
- 『名家書画春秋帖』 大英博物館所蔵